# Erechtia torva
Erechtia torva är en insektsart som beskrevs av Ernst Friedrich Germar. Erechtia torva ingår i släktet Erechtia och familjen hornstritar. Inga underarter finns listade i Catalogue of Life.